# Драговац (Завидовићи)
Драговац је насељено мјесто у Босни и Херцеговини у општини Завидовићи које административно припада Федерацији Босне и Херцеговине. Према попису становништва из 1991. у насељу је живјело 74 становника.

## Становништво
| Демографија | Демографија | Демографија |
| Година      | Становника  | Становника  |
| ----------- | ----------- | ----------- |
| 1948.       | 84          |             |
| 1953.       | 91          |             |
| 1961.       | 68          |             |
| 1971.       | 363         |             |
| 1981.       | 50          |             |
| 1991.       | 74          |             |